# Франческо Фортунато
Франческо Фортунато (італ. Francesco Fortunato; нар. 13 грудня 1994) — італійський легкоатлет, який спеціалізується на спортивній ходьбі.

## Спортивні досягнення
Учасник двох олімпійських заходів на дистанції 20 км — 15-е місце у 2021 та 20-е місце у 2024.
Переможець командного чемпіонату світу зі спортивної ходьби у змішаній дисципліні естафетної ходьби на марафонську дистанцію (2024). Срібний призер цих змагань у командному заліку з ходьби на 20 км (2018).
Бронзовий призер чемпіонату Європи з ходьби на 20 км (2024).
Дворазовий переможець командного чемпіонату Європи зі спортивної ходьби з ходьби на 20 км у особистому та командному заліку (2023). Срібний призер цих змагань у ходьбі на 20 км в особистому (2025) та командному (2021, 2025) заліках.
Багаторазовий чемпіон Італії на різних дистанціях спортивної ходьби.
Рекордсмен світу з ходьби на 5000 метрів на короткій доріжці — 17.55,65 (2025).